# Монтроуз (Міссурі)
Монтроуз (англ. Montrose) — місто (англ. city) в США, в окрузі Генрі штату Міссурі. Населення — 383 особи (2020).

## Географія
Монтроуз розташований за координатами 38°15′31″ пн. ш. 93°58′57″ зх. д. / 38.25861° пн. ш. 93.98250° зх. д. (38.258645, -93.982434).  За даними Бюро перепису населення США в 2010 році місто мало площу 1,48 км², з яких 1,48 км² — суходіл та 0,01 км² — водойми.

## Демографія
Згідно з переписом 2010 року, у місті мешкали 384 особи в 192 домогосподарствах у складі 101 родини. Густота населення становила 259 осіб/км².  Було 224 помешкання (151/км²).
Расовий склад населення:
| - 98,2 % — білих - 1,3 % — чорних або афроамериканців |

До двох чи більше рас належало 0,5 %. Частка іспаномовних становила 0,8 % від усіх жителів.
За віковим діапазоном населення розподілялося таким чином: 18,0 % — особи молодші 18 років, 59,6 % — особи у віці 18—64 років, 22,4 % — особи у віці 65 років та старші. Медіана віку мешканця становила 47,7 року. На 100 осіб жіночої статі у місті припадало 88,2 чоловіків;  на 100 жінок у віці від 18 років та старших — 89,8 чоловіків також старших 18 років.
Середній дохід на одне домашнє господарство  становив 47 683 долари США (медіана — 34 063), а середній дохід на одну сім'ю — 57 030 доларів (медіана — 48 036). За межею бідності перебувало 22,5 % осіб, у тому числі 27,1 % дітей у віці до 18 років та 35,3 % осіб у віці 65 років та старших.
Цивільне працевлаштоване населення становило 184 особи. Основні галузі зайнятості: освіта, охорона здоров'я та соціальна допомога — 22,8 %, будівництво — 22,3 %, роздрібна торгівля — 10,3 %, виробництво — 9,8 %.